# Ignacio Zaragoza, Guerrero
Ignacio Zaragoza är en ort i Mexiko.   Den ligger i kommunen Guerrero och delstaten Chihuahua, i den nordvästra delen av landet, 1 300 km nordväst om huvudstaden Mexico City. Ignacio Zaragoza ligger 2 108 meter över havet och antalet invånare är 3 455.
Terrängen runt Ignacio Zaragoza är platt åt nordost, men åt sydväst är den kuperad. Runt Ignacio Zaragoza är det mycket glesbefolkat, med 4 invånare per kvadratkilometer. Närmaste större samhälle är La Junta, 10,8 km nordväst om Ignacio Zaragoza. Trakten runt Ignacio Zaragoza består till största delen av jordbruksmark.